# Dina: Kuća Harkonnen
Dina: Kuća Harkonnen znanstvenofantastični je roman Briana Herberta i Kevina J. Andersona čija se radnja odvija u izmišljenu univerzumu Dina Franka Herberta. U Sjedinjenim Američkim Državama objavljen je u listopadu 2000., a u Hrvatskoj je objavljen u listopadu 2001. Druga je knjiga u trilogiji prednastavaka Preludij u Dinu, čija se radnja odvija prije događaja u Dini, hvaljenu prvom romanu serijala iz 1965. Godine 1997. Bantam Books sklopio je ugovor vrijedan tri milijuna dolara za knjige u toj trilogiji. Romani te trilogije temelje se na bilješkama koje je Frank Herbert ostavio iza sebe nakon svoje smrti.
Knjiga se pojavila na 11. mjestu na popisu najprodavanijih knjiga The New York Timesa, a dva tjedna nakon objave dosegla je 8. mjesto na tom popisu.

## Sažetak
Prošlo je osamnaest godina otkad je Shaddam IV. naslijedio svojeg oca kao padišah car poznatog svemira. Međutim, vladavina mu je na klimavim nogama jer je njegovoj ženi Anirul sestrinstvo Bene Gesserit naložilo da mu rađa samo kćeri. Shaddamov autoritet u pitanje dovodi i moćna kuća Harkonnen, čije nezakonito  gomilanje zaliha melangea jako zabrinjava cara. Kako bi stekao monopol na začin, Shaddam i njegov odani savjetnik i prijatelj grof Fenring namjeravaju umjetno proizvesti supstanciju uz pomoć Hidara Fena Ajidice, tleilaksaškog Gospodara istraživača. Ajidica uspostavi laboratorije za postizanje tog cilja na nedavno pokorenu planetu Ixu, nekadašnjem domu kuće Vernius. Na kraju romana Ajidica poruči Fenringu da je uspješno proizveo umjetni začin premda je vjerodostojnost njegove tvrdnje prilično upitna.
Za to se vrijeme na Caladanu Vojvoda Leto Atreid oprašta od Duncana Idaha. Duncan odlazi na Ginaz, gdje će ga obučiti za majstora mačevanja. Leto i njegovi prijatelji Rhombur i Kailea Vernius i dalje pokušavaju osloboditi bivši svijet tih blizanaca, no bez većeg uspjeha. Kailea postane Letova konkubina premda se on odbije oženiti njome zbog očitih političkih razloga. Rhombur zatraži suputnicu od sestrinstva Bene Gesserit, koji ga poveže s mladom ženom po imenu Tessia koja ga učini poletnijim i odlučnijim. Nakon što mu stigne molba za pomoć iksovskog pobunjenika C'taira Pilrua, Rhombur počne pružati iksovskim pobunjenicima ograničenu potporu premda mu pomoć uvelike otežavaju carevi Sardaukari. Kailea Letu ubrzo rodi sina Victora. Poslije sinova rođenja sve ju je više razočaravalo to što je Letu samo konkubina i želi da se Vojvoda oženi njome kako bi sin jednog dana mogao naslijediti svojeg oca. Kaileina dvorska dama Chiara zapravo je agentica u službi Harkonnena koja namjerava okrenuti Kaileu protiv Leta.
Stvari postaju složenije kad stigne Jessica, pripadnica sestrinstva Bene Gesserit te tajna kći Časne Majke Gaius Helen Mohiam i baruna Vladimira Harkonnena (premda sama Jessica ne zna tko su joj roditelji). Jessica stigne Letu kao dar Bene Gesserita premda sestrinstvo skriva pravi razlog – namjerava iskoristiti njih dvoje za svoj program razmnožavanja. Leto u početku odbija ostvariti odnos s Jessicom i pokušava ostati vjeran Kailei. Međutim, kako se on i Kailea počnu sve više udaljavati jedno od drugoga, poželi provesti više vremena u Jessicinu društvu. Naposljetku Kailea pokuša ubiti Leta tako što mu na nebokliper stavi eksplozivnu napravu. U posljednji trenutak Atreidov stražar Kuće kapetan Swain Goire pusti Victora i Rhombura da pođu s Letom i na kraju umre Victor. Leto je uglavnom neozlijeđen, ali Rhombur je sveden na pougljenjen komad mesa. U strahu da će Leto otkriti da je odgovorna za smrt njihova sina i vođena grižnjom savjesti, Kailea ubija svoju dvorsku damu, a potom ubija sebe skokom s prozora. Pripadnici Bene Tleilaxa predlažu Letu da će uzgojiti golu njegova preminulog sina ako im zauzvrat preda jedva živo tijelo Rhombura Verniusa. Leto nakon duljeg preispitivanja savjesti naposljetku ne pristaje na tu ponudu znajući da Bene Tleilax samo namjerava nanijeti zlo kući Vernius i kući Atreida. Umjesto toga Tessia, pripadnica Bene Gesserita i Rhomburova supruga, uz Letov pristanak unajmljuje dr. Wellingtona Yueha, stručnjaka za kibernetiku, da Rhomburu izradi zamjensko kibernetičko tijelo. Leto i Jessica snažno se zaljube jedno u drugo te mu Jessica odluči roditi sina i time se izravno oglušuje na zapovijed Bene Gesserita da mora roditi kćer.
Na Geidi Primeu, svijetu Harkonnena, barun Harkonnen slabi i deblja se zbog neobične bolesti koju mu je prenijela osvetoljubiva Mohiam premda on toga nije svjestan. Ubivši nekoliko liječnika koji mu nisu uspjeli dijagnosticirati ili olakšati bolest, zatraži usluge dr. Yueha i ponudi mu veliku plaću. Yueh mu otkrije da je Mohiam odgovorna za njegove tegobe. Saznavši to, barun joj se pokuša osvetiti, no to mu ne pođe za rukom. Za to vrijeme njegov brat Abulurd otkrije nezakonitu zalihu začina na Lankiveilu. Umjesto da brata preda caru, Abulurd, karakterno suprotan Vladimiru, odluči iskoristiti zalihu kako bi pomogao svojem narodu. Saznavši što se događa, Glossu Rabban, Abulurdov prvorođeni sin, guši oca nasmrt, zbog čega stekne nadimak „Zvijer”. Barun Harkonnen također otme drugog Abulurdova sina Feyda i pokuša ga odgojiti kao da je njegov.
Mladi Liet-Kynes odraste i nastoji ostvariti san svojeg oca Pardota Kynesa o pripitomljavanju nepovoljnih uvjeta na Arrakisu. Na istom planetu Gospa Margot Fenring potraži Slobodnjake kako bi joj objasnili kamo je nestalo nekoliko članica sestrinstva Bene Gesserit, među kojima je i Časna Majka Ramallo. Otkrije da se sestrinstvo već uklopilo u društvo Slobodnjaka i da je u njihovu kulturu uvrstilo mitove o Missionaria Protectiva.
Gurney Halleck, poljoprivrednik na Giedi Primeu, ugleda kako agenti Harkonnena hvataju njegovu sestru Bheth. Halleck se bori s njima kako bi mu pustili sestru i agenti ga jako istuku. Nakon četiri godine potrage za Bheth Gurney dobije njezino pismo, u kojem ga obavještava da je još živa. Popisivač stanovništva Harkonnena kaže Gurneyu kako mu je Bheth platila da prokrijumčari to pismo te mu da određene informacije koje Gurneya dovedu do javne kuće u blizini Ebonyja. Gurney uđe u javnu kuću te zatekne sestru vezanu za krevet i dva vojnika Harkonnena. Nije mogla govoriti jer su joj izvadili grkljan. Vojnici ponovno pretuku Gurneyja, a kad se osvijesti, otkrije da su ga Harkonneni bacili u jamu za robove u kojoj je prisiljen rudariti i polirati opsidijan. Nadglednici Harkonnena uporno mu pokušavaju slomiti duh na više načina: tjerajući ga da gleda kako mu siluju i naposljetku ubijaju sestru, drogirajući ga i tukući ga. Gurney naposljetku uspije pobjeći smjestivši se u pošiljku rude, koju je Leto Atreid odlučio pokloniti svojoj konkubini Kailei. Gurney izađe iz pošiljke prije nego što stigne na odredište i pridruži se odmetniku grofu Dominicu Verniusu. Nakon što grofa ubiju na Dini, Gurney otputuje na Caladan kako bi pronašao njegove nasljednike te prisegne da će biti odan kući Atreida.

## Adaptacija
U listopadu 2022. Boom! Studios najavio je stripovsku adaptaciju knjige u dvanaest brojeva. Scenarij za stripove napisali su autori Brian Herbert i Kevin J. Anderson. Posljednji je broj objavljen u siječnju 2024.